# Фоусет, Джеймс
Джеймс Эдмунд Сэндфорд Фосетт (16 апреля 1913 – 24 июня 1991) — доктор юридических наук, британский адвокат. Он был членом Европейской комиссии по правам человека с 1962 по 1984 год и ее президентом с 1972 по 1981 год, а в 1984 году был посвящен в рыцари.  

## Детство и образование
Фосетт родился в Уоллингфорде, который тогда находился в графстве Беркшир. Он был сыном Джозефа Фосетта, священника Англиканской церкви, и Эдит Анни (урожденной Скаттергуд). 
Он получил образование в Dragon School в Оксфорде и в школе регби, а затем читал классику в Нью-колледже в Оксфорде. Он окончил школу с отличием первого класса. Он получил призовую стипендию в Колледже всех душ в Оксфорде и снова был стипендиатом Колледжа всех душ с 1961 по 1969 год. Он выиграл юридическую стипендию Элдона, и в 1938 году Иннер Темпл пригласил его в коллегию адвокатов..

## Карьера
Он работал адвокатом в Северо-восточном округе. 
После начала Второй мировой войны в 1940 году он был зачислен в добровольческий резерв Королевского флота  и служил офицером-торпедистом эсминца. В 1942 году он был награжден Крестом за выдающиеся заслуги за потопление итальянского эсминца.  
После войны он поступил на работу в Министерство иностранных дел в качестве юрисконсульта. Он был членом делегации Великобритании при Организации Объединенных Наций в Нью-Йорке с 1948 по 1950 год, а также работал в посольстве Великобритании в Вашингтоне, округ Колумбия. Он помогал в написании Всеобщей декларации прав человека. 
Он вернулся к частной практике в качестве адвоката в 1950 году в адвокатской палате, возглавляемой Джоном Голуэем Фостером в 2-м Хэйр-корте. Он несколько раз выступал от имени Великобритании в Международном суде в Гааге. 
Он был главным юрисконсультом Международного валютного фонда с 1955 по 1960 год и членом Европейской комиссии по правам человека с 1962 по 1984 год, занимая пост ее президента с 1972 по 1982 год. Он также был директором по исследованиям в Королевском институте международных отношений (также известном как Чатем-хаус) с 1969 по 1973 год и профессором международного права в Королевском колледже Лондона с 1976 по 1980 год 
Он опубликовал несколько книг, в том числе "Международное право и использование космического пространства" в 1968 году, "Право наций", введение в международное право, в 1968 году и "Применение Европейской конвенции о правах человека", постатейный комментарий к Конвенции, в 1969 году. В 1973 году он стал членом Института международного права. В 1984 году он был назначен рыцарем-бакалавром в честь дня рождения, а в 1985 году взял силка, чтобы стать советником королевы. 

## Личная жизнь
Фосетт женился на Фрэнсис Беатрис Лоу, дочери Элиаса Эйвери Лоу и Хелен Трейси Лоу-Портер, в Сент-Панкрасе в 1937 году. У них был один сын, журналист и писатель Эдмунд Фосетт, и четыре дочери. Одной из их дочерей была художница Шарлотта Джонсон Уол, мать бывшего премьер-министра Великобритании Бориса Джонсона, журналистки Рэйчел Джонсон, бывшего министра правительства и пожизненного пэра Джо Джонсона и предпринимателя Лео Джонсона. Он увлекался астрономией и играл на пианино. 

## Рекомендации
1. 1 2  Lundy D. R. James Edmund Sandford Fawcett // The Peerage (англ.)
2. 1 2  James Fawcett // Munzinger Personen (нем.)
3. 1 2 3 4 5 6  Fawcett, J. E. S. // Чешская национальная авторитетная база данных
4. 1 2  Lundy D. R. Sir James Edmund Sandford Fawcett // The Peerage (англ.)
5. 1 2 3 4  ‘FAWCETT, Sir James (Edmund Sandford)’, Who Was Who, A. & C. Black, 1920–2008; online ed. by Oxford University Press, Dec 2007, accessed 15 January 2012
6. 1 2 3 4 5  R. Y. Jennings, ‘Fawcett, Sir James Edmund Sandford (1913–1991)’, in Oxford Dictionary of National Biography, Oxford University Press, 2004 online edition Архивная копия от 27 августа 2017 на Wayback Machine
7. ↑  Andrews, Deborah. Annual Obituary, 1991. — St. James Press, 6 April 1992. — ISBN 9781558621756.
8. ↑  №34816, с. 1710 (англ.) // London Gazette : newspaper. — London. — No. 34816. — P. 1710. — ISSN 0374-3721.
9. ↑  №35573, с. 2285 (англ.) // London Gazette : newspaper. — London. — No. 35573. — P. 2285. — ISSN 0374-3721.